# Buchanania zeylanica
Buchanania zeylanica är en sumakväxtart som beskrevs av Carl Ludwig von Blume. Buchanania zeylanica ingår i släktet Buchanania och familjen sumakväxter. Inga underarter finns listade i Catalogue of Life.